# MMPI
Міннесо́тський багатопро́фільний опи́тувальник особи́стості, також відомий як Міннесо́тський багатопро́фільний особи́стісний опи́тувальник і ММРІ (англ. The Minnesota Multiphasic Personality Inventory), був розроблений психологом Старком Гатаве і психіатром Мак-Кінлі в 1941 році.
Адаптація MMPI була проведена в СРСР в 60-роках XX ст. в Інституті ім. В. Н. Бехтерева Ф. Б. Березіним і M.П. Мірошниковим.
Існує скорочений варіант MMPI — «Міні-мульт», що розроблений шведським психологом Кинканнон і має свою адаптацію російською мовою — СМОЛ, зроблену В. П. Зайцевим і В. Н. Козюлею.
MMPI-2, який є переглядом першої версії MMPI, був опублікований в Університеті Міннесоти в 1989 році та переглянутий у 2001 році. Останні оновлення були зроблені в 2003 році ([RC] Шкали) та в 2006 році ([FBS] Шкали), про що в 2009 році була видана окрема монографія. Вперше в Україні MMPI-2 був широко застосований в МВС під час підбору кандидатів до патрульної поліційної служби.
Аналізує приховані індивідуальні тенденції та психопатологічні переживання. Опитувальник складається із трьох оціночних і десятьох клінічних шкал. Кожна шкала здатна виявити як психологічні особливості, так і психопатологічні симптоми та синдроми. Умовною межею є рівень 70Т.
В 2014 році було завершено адаптацію другої української версії опитувальника MMPI-2. Опитувальник  було адаптовано українською мовою вперше. Українська вибірка склала понад 1250 осіб, включаючи пацієнтів психоневрологічних лікарень. Колектив, який здійснив адаптацію опитувальника на чолі із професором Київського Національного університету імені Тараса Шевченка, Бурлачуком Леонідом Фоковичем, отримав схвальні відгуки від правовласника опитувальника The University of Minnesota Press.

## Теоретичні основи
Власної теоретичної основи MMPI не має. Для формулювання тверджень тесту автори використовували скарги хворих, описи симптоматики тих чи інших психічних захворювань у клінічних рекомендаціях (класифікація психічних захворювань, запропонована Е. Крепеліном), і раніше розроблені опитувальники. Спочатку твердження були пред'явлені значній групі здорових людей, що дозволило визначити їх нормативні показники. Потім ці показники були зіставлені з даними, отриманими при обстеженні різних клінічних груп. Так були відібрані твердження, які достовірно диференціювали здорових і кожну з вивчених груп хворих. Ці твердження об'єднали в шкали, названі відповідно до клінічної групи, по якій та чи інша шкала була валідованою.

## Структура MMPI
MMPI складається із 567 тверджень, що утворюють 10 основних діагностичних шкал. На кожне з тверджень досліджувані (особи у віці від 16 років і старші з коефіцієнтом не нижче 80) повинні дати відповідь: «вірно», «невірно», «не можу сказати». Відповідь, що збігається з «ключем», оцінюється в один бал.
- I шкала - невротичного надконтролю / іпохондричності - дозволяє уточнювати такі особистісні якості як схильність до контролю своїх емоцій, орієнтування в поведінці на традиції, загальноприйняті норми, гіперсоціальність установок. При перевищенні рівня 70 Т шкала вказує на фіксацію уваги людини на внутрішніх відчуттях, схильність до перебільшення важкості свого стану, іпохондричність.
- II шкала - депресії - відображає пониження настрою, песимістичність, засмучення власним становищем, бажання відійти від вирішення складних життєвих ситуацій. Перевищення рівня 70 Т може говорити про клінічно виражену депресію з почуттям смутку, безперспективності, суїцидними думками та намірами.
- III шкала - емоційна лабільність / істерія - вказує на вираженість нестійкості фону настрою, схильності до драматизації подій, чутливості. При показниках цієї шкали вище 70 Т можна відмітити істеричні риси поведінки: демонстративність, егоцентризм, екзальтованість, інфантильність.
- IV шкала - соціальної дезадаптації / психопатії - можливе виявлення і підтвердження таких рис як схильність до імпульсивності, конфліктності, недостатність об'єктивних обставин та орієнтація на бажання, а не на реальність. Показник вище 70 Т демонструє ознаки соціальної дезадаптації, конфліктність, агресивність, виражену імпульсивність та втрату контролю за власною поведінкою.
- V шкала - маскулінності / фемінності - вказує на вираженість якостей, притаманних тій чи іншій статі.
- VI шкала - афективної ригідності / параної - реєструє такі якості, як застрягання на негативних переживаннях, образливості, схильність до прямоти в спілкуванні, практичність, догматизм. Зашкалення за 70 Т може бути підозрілим у відношенні формування у людини надцінних або безглуздих ідей з почуттям власного пригнічення, ворожості зі сторони оточуючих.
- VII шкала - тривоги / психостенії - демонструє вираженість психостенічних рис характеру, тривожності, схильності до нав'язливих ідей, а при підвищенні 70 Т може вказувати на дезорганізацію поведінки внаслідок цих особливостей.
- VIII шкала - індивідуальності / аутизму / шизофренії - відображає такі особистісні якості, як: своєрідність ієрархії цінностей, відмежованість від оточуючих, індивідуальність, важкість в спілкуванні. Перевищення рівня 70 Т може вказувати на виражену дезорганізацію поведінки, зниження реалістичності, схильність до аутичного типу мислення.
- IX шкала -  оптимізму / гіпоманії.
- X шкала - інтро / екстраверсії можлива оцінка таких даних якостей, як в рамках психологічних особливостей, так і при психічній патології[4].

MMPI-2 складається із 567 тверджень. Друга версія на даний момент є більш сучасної версією опитувальника. У відношенні до першої версії вона:
- охоплює більш широке коло тем і сфер особистості;

- розширює перелік одержуваних змістовних і контрольних показників;

- має модернізований зміст тверджень;
- має покращені психометричні характеристики;
- має більший обсяг і кращу репрезентативність вибірки стандартизації.